# Rakhat
Rakhat (en kazakh i rus, Рахат) és l'empresa de confiteria més gran del Kazakhstan, amb seu a Almati, i fàbriques a Almati i Ximkent. Fundada el 1942, fabrica més de 250 productes diferents, entre els quals es troben, per exemple, galetes, bombons, xocolata, caramels o gofres. L'empresa cotitza a la borsa del Kazakhstan (KASE) i l'any 2013 va ser adquirida per l'empresa confitera coreana LOTTE.

## Història
El 1942, durant la Segona Guerra Mundial, el Kremlin va decidir relocalitzar empreses estratègiques lluny de la part europea de Rússia. Dues empreses confiteres, una de Moscou i una d'Ucraïna, van ser evacuades a la capital de la República Socialista Soviètica del Kazakhstan, en aquells moments, Almati (anomenada Alma-Ata). Les dues empreses es van fusionar per esdevenir la "Fàbrica de Dolços d'Alma-Ata". Fins al final de la guerra, la fàbrica va enviar xocolata al front de guerra i als hospitals, per "mantenir la moral alta". Per celebrar el final de la guerra, van decidir anomenar al primer caramel comercial Victòria. Més tard l'empresa va canviar el nom a Rakhat, que en Kazakh deriva de la paraula plaer. Dècades després, la companyia va haver de fer front als problemes derivats de la caiguda de l'URSS o la crisi financera global de 2007. L'any 2013, la confitera coreana LOTTE va adquirir el 76% de les accions de Rakhat. En els darrers anys, tot i la dura competència de les marques russes i de multinacionals com Nestlé o Mars, Rakhat mantenia un 18% de la quota del mercat kazakh l'any 2015.